# 2018年平昌オリンピックのニュージーランド選手団
2018年平昌オリンピックのニュージーランド選手団（2018ねんピョンチャンオリンピックのニュージーランドせんしゅだん）は、2018年2月9日から25日まで大韓民国江原道平昌で開催の2018年平昌オリンピックのニュージーランド選手団、およびその競技結果。

## 概要
ニュージーランドとして冬季オリンピックで26年ぶりのメダルを獲得、かつ初めて複数獲得した。

## メダル
| メダル | 選手名                       | 競技                 | 種目             |
| ------ | ---------------------------- | -------------------- | ---------------- |
| 銅     | ゾイ・サドウスキー＝シノット | スノーボード         | 女子ビッグエア   |
| 銅     | ニコ・ポーティアス           | フリースタイルスキー | 男子ハーフパイプ |